# حرف مضلع
الحُرْف المضلع نوع نباتي يتبع جنس الحُرْف من الفصيلة الصليبية.